# 광명역
광명(코스트코)역(Gwangmyeong(Costco)Station, 光明驛)은 대한민국 경기도 광명시 일직동에 있는 경부고속선 KTX, 호남고속선 KTX의 철도역이며 수도권 전철 1호선의 전철역이다. 편도 KTX 128회가 정차한다. 접근성 편의를 위하여 수도권 전철 1호선(영등포-광명 간 셔틀전철)이 운행되고 있다. 건설 당시 가칭은 남서울역이었으나, 2000년 8월 28일에 광명시를 본따 현재의 광명역으로 변경됐으며, 개통 이후 서울 지하철 7호선의 광명역은 광명사거리역으로 역명이 변경되었다. 이 역에만 지하 구간이다.

## 개요
경부선 일반 열차가 정차하는 영등포역을 대신하여 수도권 서남부 지역의 이용 수요를 흡수하고자 만들어진 역으로, 당초 KTX의 시·종착역을 목적으로 공사되었다.
2004년 영업 초기에는 광명시의 외곽에 위치한 데다가 교통편이 적은 관계로 접근성이 떨어져 이용객이 적었으나, 2006년 수도권 전철 1호선의 용산~광명 간 셔틀 열차 운행 개시 및 광명역 경유 버스 노선의 확충, 인천국제공항행 공항버스 노선, 광명종합터미널 개통으로 접근성이 많이 개선되어서 이용객이 증가하였으며, 경부선 KTX 정차역들 중에서 서울역, 동대구역, 부산역, 대전역 다음으로 5번째로 이용객이 많다.
역명이 보여 주는 대표성과는 달리 광명시의 중심 지역이 아닌 외곽 지역에 위치하고 있으며, 안양시 만안구 석수동 및 박달동과 인접해 있다. 그래서 2012년 6월까지 관악역에서 광명역을 오고가는 셔틀버스가 운행되었고, 2012년 7월 1일부터 마을버스로 변경되었다. 서해안고속도로에서 광명역으로 진입할 수 있는 서해안고속도로 광명역 나들목은 안양시 만안구 박달동에 있다.

## 역 번호
역 번호는 역 번호가 P144번인 금천구청역에 딸린 분기지선의 의미로 P144-1이다. 역 번호 맨 앞에 붙은 P는 분기선에 부여되는 것인데, 수도권 전철 1호선 경부선-장항선 구간의 역들은 P1○○ 형태의 역 번호를 사용하고 있다. 광명역은 이 구간에서 다시 분기된 노선에 있는 역이다. 그래서 역 번호가 P144인 금천구청역에서 따로 분기된 뒤 만나는 첫 번째 역이라는 의미에서 P144-1을 역 번호로 사용하고 있다. 이 때문에 실제로 광명역은 P157-1번인 서동탄역과 함께 대한민국에서 역 번호가 가장 긴 전철역이다.

## 연혁
- 1994년 10월 14일: 역사 위치 확정
- 1999년 12월: 역사 신축 착공
- 2000년 8월 28일: 역명 변경(남서울역→광명역)
- 2004년 3월 27일: 역사 신축 준공
- 2004년 4월 1일: 보통역으로 영업 개시
- 2006년 12월 15일: 수도권 전철 1호선(용산-광명역 간 셔틀전철) 개통[5]
- 2008년 12월 1일: 셔틀전철 영등포역으로 시·종착역 단축과 함께 4량 1편성으로 변경
- 2011년 2월 11일 : 일직터널 KTX 열차 탈선 사고
- 2012년 12월 4일: CTC 제어 운전간이역으로 변경

## 역 구조
승강장은 지하에 있는 4면 8선의 3상대식 승강장이며, 가운데에 2선의 통과선이 있다. 또한 북쪽으로는 광명주박기지로 향하는 선로가 입체 교차하며, 정기 편성으로는 영등포역 방면 셔틀전철이 회차하는 선로로 사용된다. 승강장 번호는 KTX만 번호가 있고, 광명셔틀전철 승강장은 번호가 없으며, 광명셔틀전철끼리는 승강장 간의 횡단이 불가능하다.

### 승강장
| ↑금천구청(1호선)/↑용산(경부고속선•경전선•호남선•호남고속선•전라선) |
| \| ３１ \| ２４ \| 하                                              |
| 시·종착역(1호선)/천안아산(경부고속선•경전선•호남선•호남선•전라선)↓ |

| 상   | ● 수도권 전철 1호선 | 구로 · 신도림 · 영등포 방면                 |
| 3, 1 | KTX                 | 용산 · 서울 · 행신 방면                     |
|      | KTX                 | 통과선                                      |
| 2, 4 | KTX                 | 부산 · 진주 · 포항 · 목포 · 여수엑스포 방면 |
| 하   | ● 수도권 전철 1호선 | 당역 종착                                   |

## 광명역 도심공항터미널
기존 한국철도공사 광명역에 있다. 광명역 2층에 연결되며, 각국 항공사를 비롯하여 출입국관리 출장소, 도심공항병무신고사무서, 세관신고사무서가 입점하였다. 전용 리무진 버스가 운행하며, 이 대합실에 있는 도심공항터미널은 2018년 1월 16일에 입점하였으며, 대한항공, 아시아나항공, 제주항공, 티웨이항공, 에어서울, 이스타항공, 진에어, 에어부산만 취급한다.
다만, 미국 및 괌, 사이판으로의 출국의 경우 미국 교통안전청의 승인 문제로 2018년 6월부터 출국이 가능하다.
코로나19가 전 세계를 강타하여 인천국제공항에서 수도권 외 지역으로 가는 리무진버스의 운행이 중단된 후에는 인천국제공항 귀국자들이 6770번을 통해 광명역으로 이동, 광명역으로 들어오는 일부 KTX 편성의 해외귀국자 전용 객실에서 승차하도록 이용되고 있다.

## 연계 교통

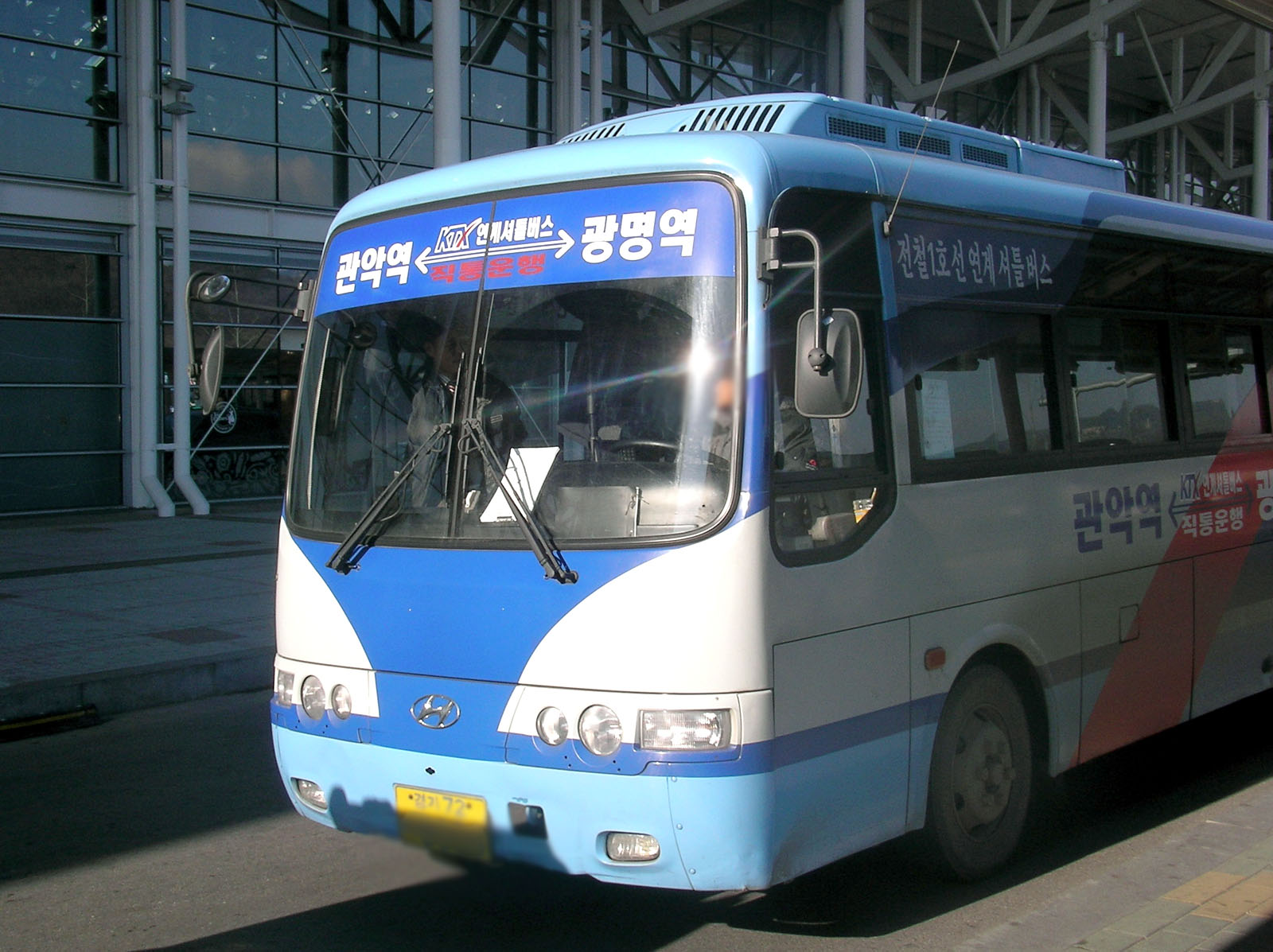
관악역 셔틀버스

### 버스

#### 서편 정류장(1~4번 출구)
- 1번 출구
  - KTX 광명역 1번 출구(14465)
    - 일반 시내 - 11-3(시흥시청역), 50(중앙역1번출구건너편)

- 2번 출구
  - KTX 광명역 2번 출구(14211)
    - 일반 시내 - 3(수자원공사광명가압), 75(가산다지털단지역)

- 3번 출구
  - KTX 광명역 3번 출구(14468)
    - 지선 - 5627(구로디지털단지역), 5633(구로디지털단지역(중))
    - 직행좌석 - 8507(충현중학교.광휘고등학교)
    - 마을 - 1-1(KTX 광명역 7번 출구), 1-3(KTX 광명역 7번 출구)

- 4번 출구
  - KTX 광명역 4번 출구(58057)
    - 공항 - 6770(인천/인천국제공항(T1,T2))

#### 동편 정류장(5~8번 출구)
- 5번 출구
  - KTX 광명역 5번 출구(14389)
    - 직행좌석 - 8507(사당역4번출구), G8808(동안경찰서.범계역)

- 6번 출구
  - KTX 광명역 6번 출구(14220)
    - 직행 좌석 - 3001(석수역(중)), 3002(인천대학교공과대), G9633(서초구청)
    - 공항 - 6004(가산디지털단지역), 6014(인천공항T2-3층)

- 7번 출구
  - KTX 광명역 7번 출구(14219)
    - 일반 시내 - 3(평촌차고지), 12(안양역)
    - 마 - 1-1(관악역), 1-3(석수역 1호선), 88(도고내마을회관)

- 8번 출구
  - KTX 광명역 8번 출구(14467)
    - 일반 시내 - 17(광명동굴), 22(개봉역), 77(광명동굴), 102(독산역)
    - 간선 - 505(노온사동차고지)
    - 지선 - 5627(노온사동차고지), 5633(노온사동차고지)

### 셔틀버스
2005년 6월 10일부터 2012년 6월 30일까지 1호선 관악역에서 광명역까지 전용 유료 셔틀버스를 운행했었다. 이용 운임은 1,000원이었으며 교통카드 단말기가 설치되지 않았으므로 환승 할인은 불가능하였다. 이 셔틀버스의 승차권은 탑승 시 운임을 지불하고 교부 받을 수 있었고, 교부받은 셔틀버스 승차권을 철도역 또는 위탁발매소에 제시하면 KTX 운임을 할인받을 수 있었다. 2012년 7월 1일부터 1-1번 마을버스로 전환되어 관악역 셔틀버스의 운행이 종료되었다.
2017년 1월 11일부터 광명역과 사당역을 직통 운행하는 리무진 셔틀버스가 신설되었다. 운행사는 한국철도공사 자회사인 코레일네트웍스로, 광명시내버스 면허를 받아 운행한다. 노선 번호는 8507번이며, 경기도 직행좌석버스와 운임이 동일하고 수도권 통합운임제에 따른 환승 할인이 적용된다. 서해안고속도로 및 강남순환로를 경유한다.
2018년 1월 17일 광명역과 인천국제공항을 운행하는 셔틀버스가 신설되었다. 노선 번호는 6770번이다. 한국철도공사에서 인천시내버스 면허를 받아 운행하고 있다. 광명역 도심공항리무진과 연계되는 노선으로, 성인 기준 15000원의 운임을 받고 있으며 KTX와 연계 시 반액으로 이용할 수 있다. 이러한 운임의 특수성 때문에 다른 수도권 시내버스 및 광역전철과 환승이 되지 않는다.
이외 6780번, 6790번과 6800번 등 광명역과 인천광역시내 각지를 잇는 노선이 존재하였으나 이용 승객 저조 등의 사유로 폐지되거나 운행이 중단되었다. 부천 송내역 방면 G8808번 버스는 본래 광명역 셔틀버스 목적으로 신설되었지만 수요 저조로 운행이 중단되었으나, 경기도 공공버스로 전환되어 운행을 재개하였다.
| 노선 번호 | 구간         | 구간 | 구간                 | 경유지                                            | 배차  | 비고                      |
| --------- | ------------ | ---- | -------------------- | ------------------------------------------------- | ----- | ------------------------- |
| 6770      | 광명역       | ↔    | 인천국제공항 (T1·T2) | 송도국제교 (광명역행)                             | 30~50 | 2018년 1월 17일 운행 개시 |
| 8507      | 소하동차고지 | ↔    | 사당역               | 광명역, 서울대학교 정문, 서울대입구역, 낙성대입구 | 7~15  | 2017년 1월 11일 운행 개시 |

### 영등포 - 광명간 셔틀 전철

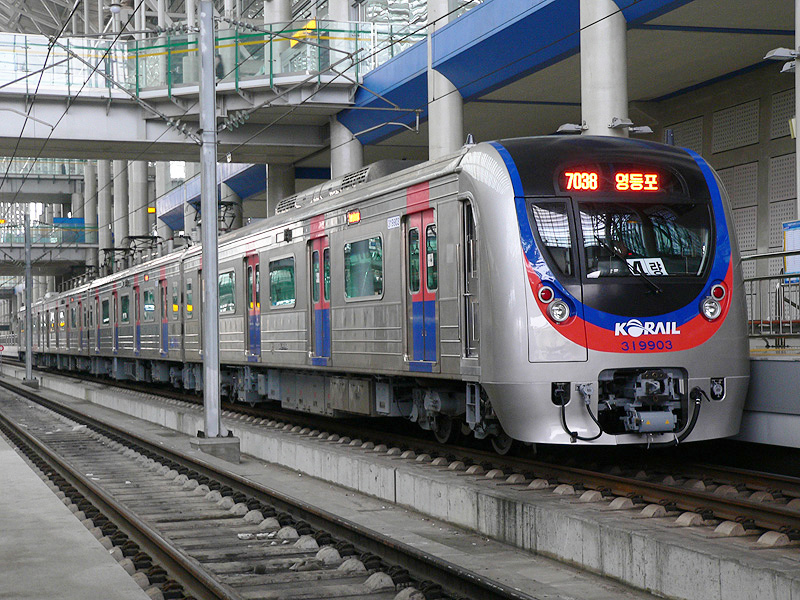
광명역에서 대기중인 영등포행 전동차

영등포역에서 광명역까지 운행되고 있다. 2019년 11월 현재 하루에 20회, 한 시간에 한 대 꼴로 운행한다. 전 역 정차한다.

### 시외버스
광명역을 경유하던 시외버스정류장을 증축하여 지금의 광명종합터미널이 자리잡고 있다.

### 고속도로
- 서해안고속도로 광명역IC

## 역 주변
- 서해안고속도로 광명역IC
- 서해안고속도로·제2경인고속도로 일직 분기점
- 안양시 만안구 석수동
- 광명시 일직동
- 코스트코 광명점
- 이케아 광명점
- 롯데프리미엄아울렛 광명점
- 중앙대학교광명병원
- 석수동공영차고지 (시경계)
- IVEX 스튜디오
- 광명동굴
- 광명역센트럴자이
- 광명역파크자이
- 광명역유플래닛데시앙
- 광명역 푸르지오
- 광명역 써밋플레이스

## 그 외
- 가수 샤이니의  〈아미고〉 뮤직비디오 중 일부가 촬영되었다.

## 승하차 인원 변동
2004년 4월 1일 개통된 KTX는 이용객이 저조했으나 2006년 12월 15일에 셔틀전철이 개통되자  고속철도는 2007년에 총 5,015 천명 (승차 2,516천 = 하행 2,494천, 상행 22천, 하차 2,499천 = 하행 18천, 상행 2,481천)으로 증가했었고 2016년에는 총 8,493천명(승차 4,248천, 하차 4,245천)을 기록했다. 셔틀전철의 이용객도 증가했다.

### KTX
| 2004년 | 하행 | 승차 | 800,468   | 미개통  |
| 2004년 | 하행 | 하차 | 3,273     | 미개통  |
| 2004년 | 상행 | 승차 | 7,255     | 미개통  |
| 2004년 | 상행 | 하차 | 803,614   | 미개통  |
| 2005년 | 하행 | 승차 | 1,811,251 | 미개통  |
| 2005년 | 하행 | 하차 | 16,571    | 미개통  |
| 2005년 | 상행 | 승차 | 17,930    | 미개통  |
| 2005년 | 상행 | 하차 | 1,756,156 | 미개통  |
| 2006년 | 하행 | 승차 | 2,227,519 | 1,582   |
| 2006년 | 하행 | 하차 | 20,115    | 5,727   |
| 2006년 | 상행 | 승차 | 21,913    | 7,950   |
| 2006년 | 상행 | 하차 | 2,178,463 | 827     |
| 2007년 | 하행 | 승차 | 2,494,066 | 47,348  |
| 2007년 | 하행 | 하차 | 18,488    | 186,473 |
| 2007년 | 상행 | 승차 | 21,624    | 257,375 |
| 2007년 | 상행 | 하차 | 2,480,548 | 26,305  |

| 연도와 승하차 | 연도와 승하차 | 이용 인원 | 이용 인원 |
| 연도와 승하차 | 연도와 승하차 | KTX       | 총계      |
| ------------- | ------------- | --------- | --------- |
| 2011년        | 승차          | 2,649,387 | 2,649,387 |
| 2011년        | 하차          | 2,696,056 | 2,696,056 |
| 2012년        | 승차          | 3,398,221 | 3,398,221 |
| 2012년        | 하차          | 3,427,119 | 3,427,119 |
| 2013년        | 승차          | 3,580,746 | 3,580,746 |
| 2013년        | 하차          | 3,663,286 | 3,663,286 |
| 2014년        | 승차          | 3,602,008 | 3,602,008 |
| 2014년        | 하차          | 3,647,984 | 3,647,984 |
| 2015년        | 승차          | 3,929,908 | 3,929,908 |
| 2015년        | 하차          | 3,962,650 | 3,962,650 |
| 2016년        | 승차          | 4,247,708 | 4,247,708 |
| 2016년        | 하차          | 4,245,459 | 4,245,459 |
| 2017년        | 승차          | 4,127,328 | 4,127,328 |
| 2017년        | 하차          | 4,143,153 | 4,143,153 |
| 2018년        | 승차          | 4,686,528 | 4,686,528 |
| 2018년        | 하차          | 4,738,698 | 4,738,698 |

### 수도권 전철
| 역 노선 | 승차 인원 | 승차 인원 | 승차 인원 | 승차 인원 | 승차 인원 | 승차 인원 | 승차 인원 | 승차 인원 | 승차 인원 | 승차 인원 | 주 석  |
| 역 노선 | 2006년    | 2007년    | 2008년    | 2009년    | 2010년    | 2011년    | 2012년    | 2013년    | 2014년    | 2015년    | 주 석  |
| ------- | --------- | --------- | --------- | --------- | --------- | --------- | --------- | --------- | --------- | --------- | ------ |
| 1호선   | 612       | 903       | 1,175     | 1,259     | 1,461     | 1,534     | 1,589     | 1,691     | 1,022     | 804       | [ 10 ] |
| 1호선   | 2016년    | 2017년    | 2018년    | 2019년    | 2020년    | 2021년    | 2022년    | 2023년    | 2024년    | 2025년    | [ 10 ] |
| 1호선   | 854       | 1,666     | 2,425     | 3,169     |           |           |           |           |           |           | [ 10 ] |

## 인접한 역
| KTX                            | KTX                               | KTX                       |
| ------------------------------ | --------------------------------- | ------------------------- |
| 서울 행신 방면                 | KTX 경부고속선 · 경부선 구포 경유 | 천안아산 부산 방면        |
| 서울 행신 방면                 | KTX 경전선                        | 천안아산 마산 · 진주 방면 |
| 서울 행신 방면                 | KTX 동해선                        | 천안아산 포항 방면        |
| 용산 행신 방면                 | KTX 호남선                        | 천안아산 목포 방면        |
| 용산 행신 방면                 | KTX 호남선 서대전 경유            | 천안아산 익산 방면        |
| 용산 서울 방면                 | KTX 호남선 서대전 · 김제 경유     | 천안아산 목포 방면        |
| 용산 행신 방면                 | KTX 전라선                        | 천안아산 여수엑스포 방면  |
| 용산 방면                      | KTX 전라선 서대전 경유            | 천안아산 여수엑스포 방면  |
| 수도권 전철 1호선 (경부고속선) |                                   |                           |
| P144 금천구청 영등포 방면      | ● 수도권 전철 1호선 광명 셔틀     | 시·종착역                 |

## 사진

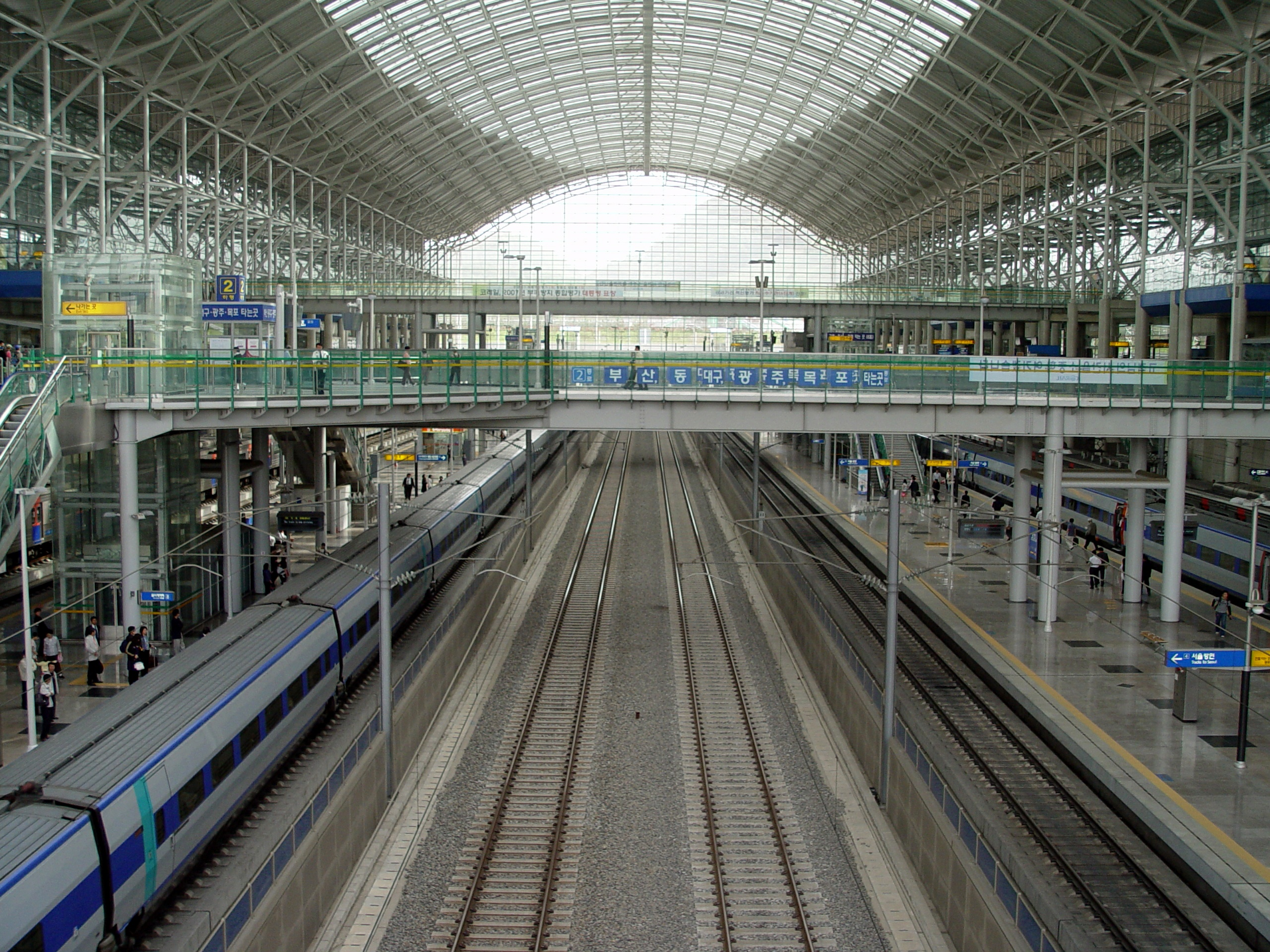
육교 중앙에서의 풍경
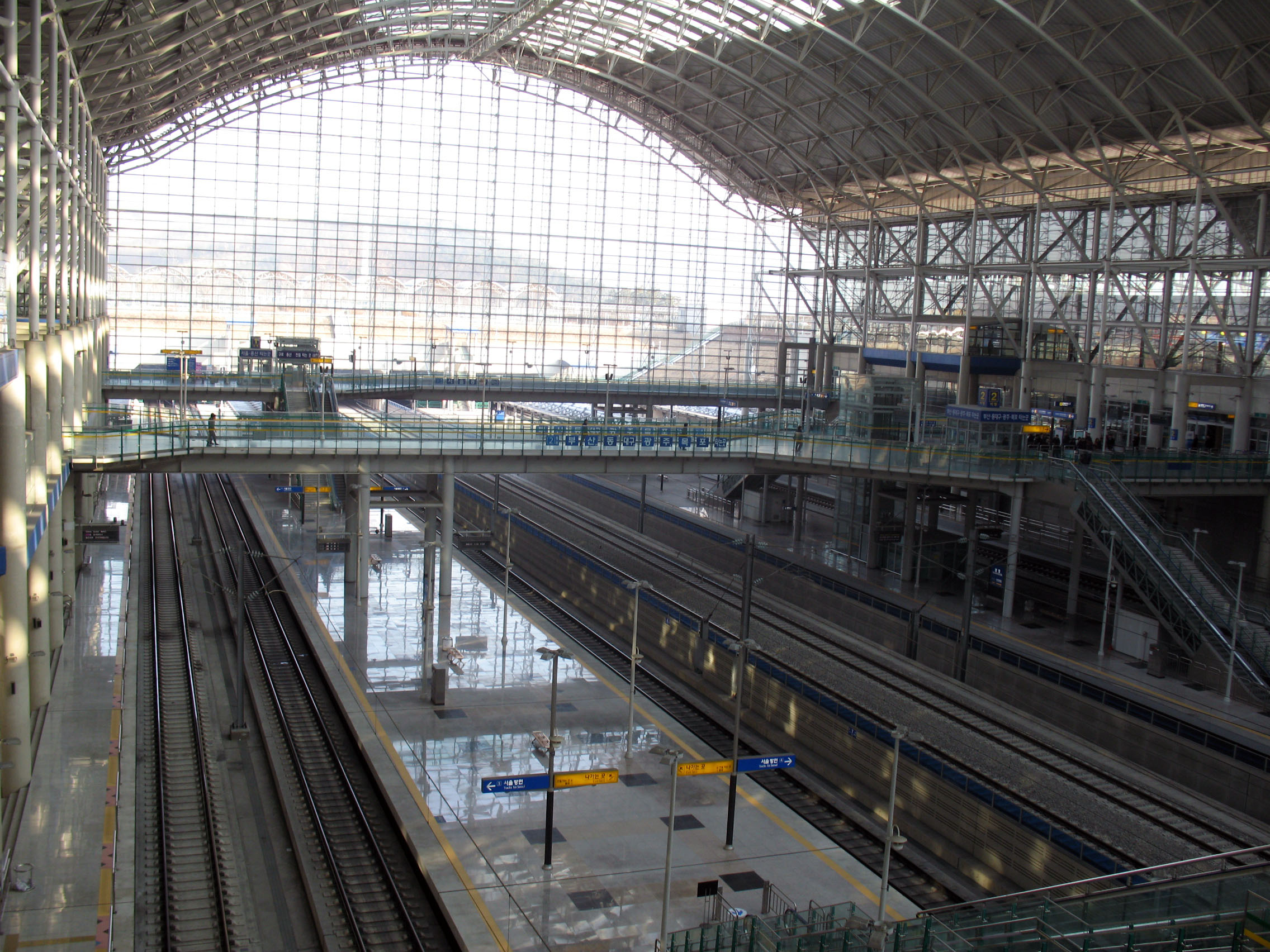
개찰구 지점에서의 풍경
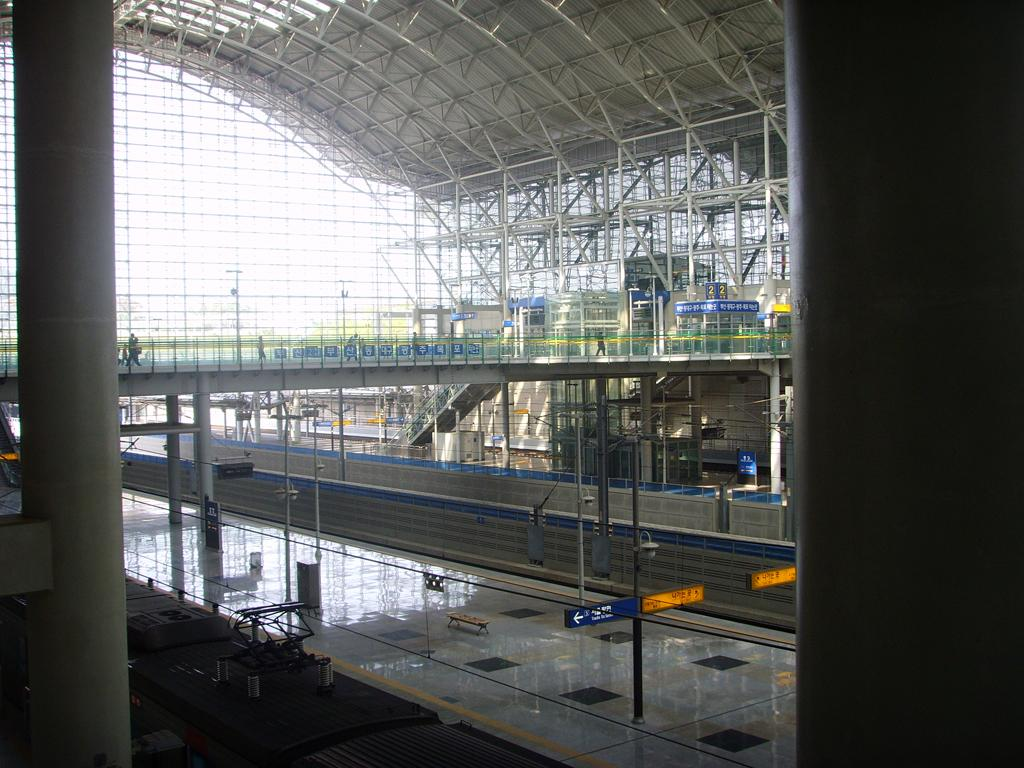
역 내부
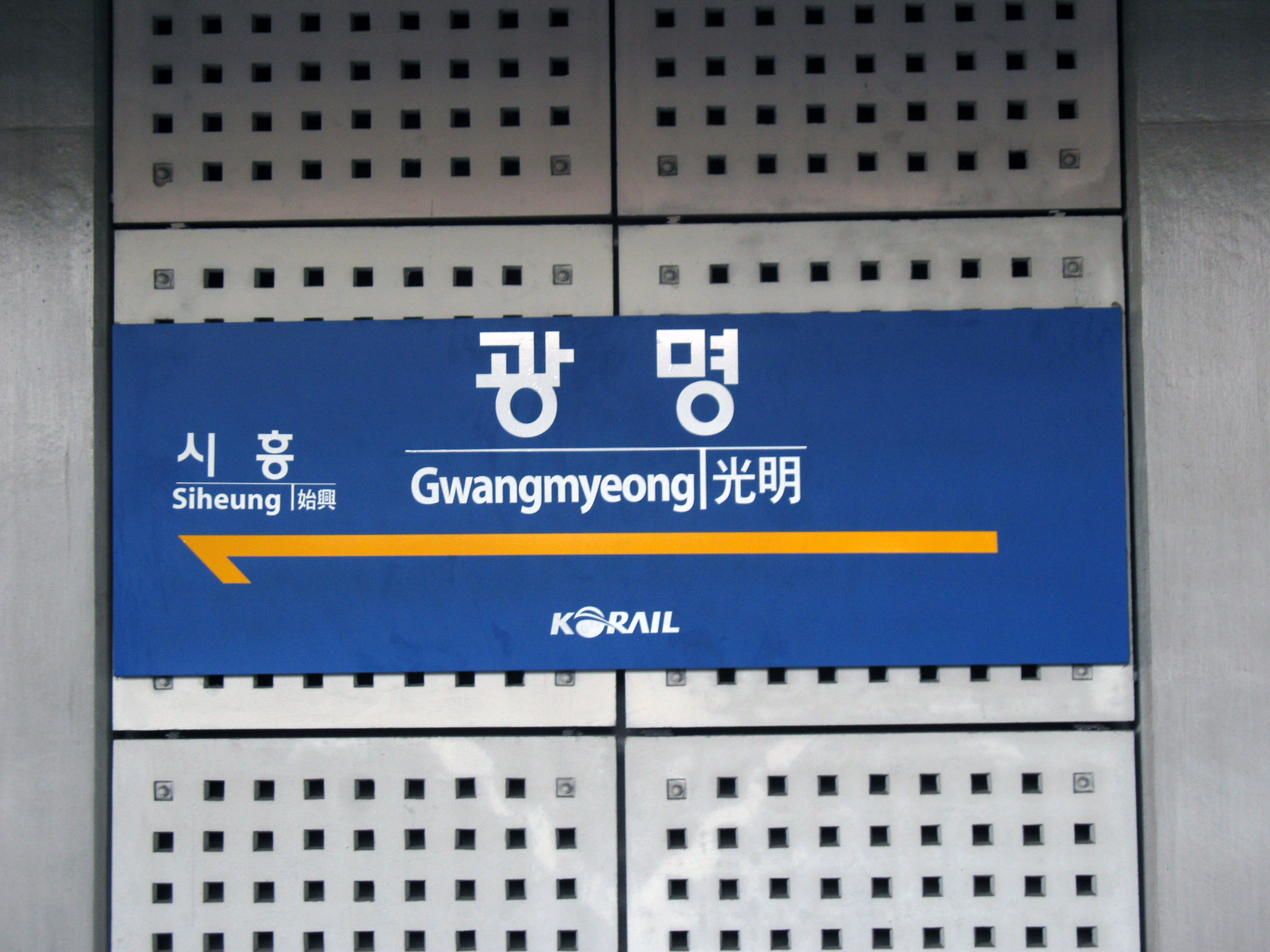
금천구청역 개칭 전의 전철 역명판
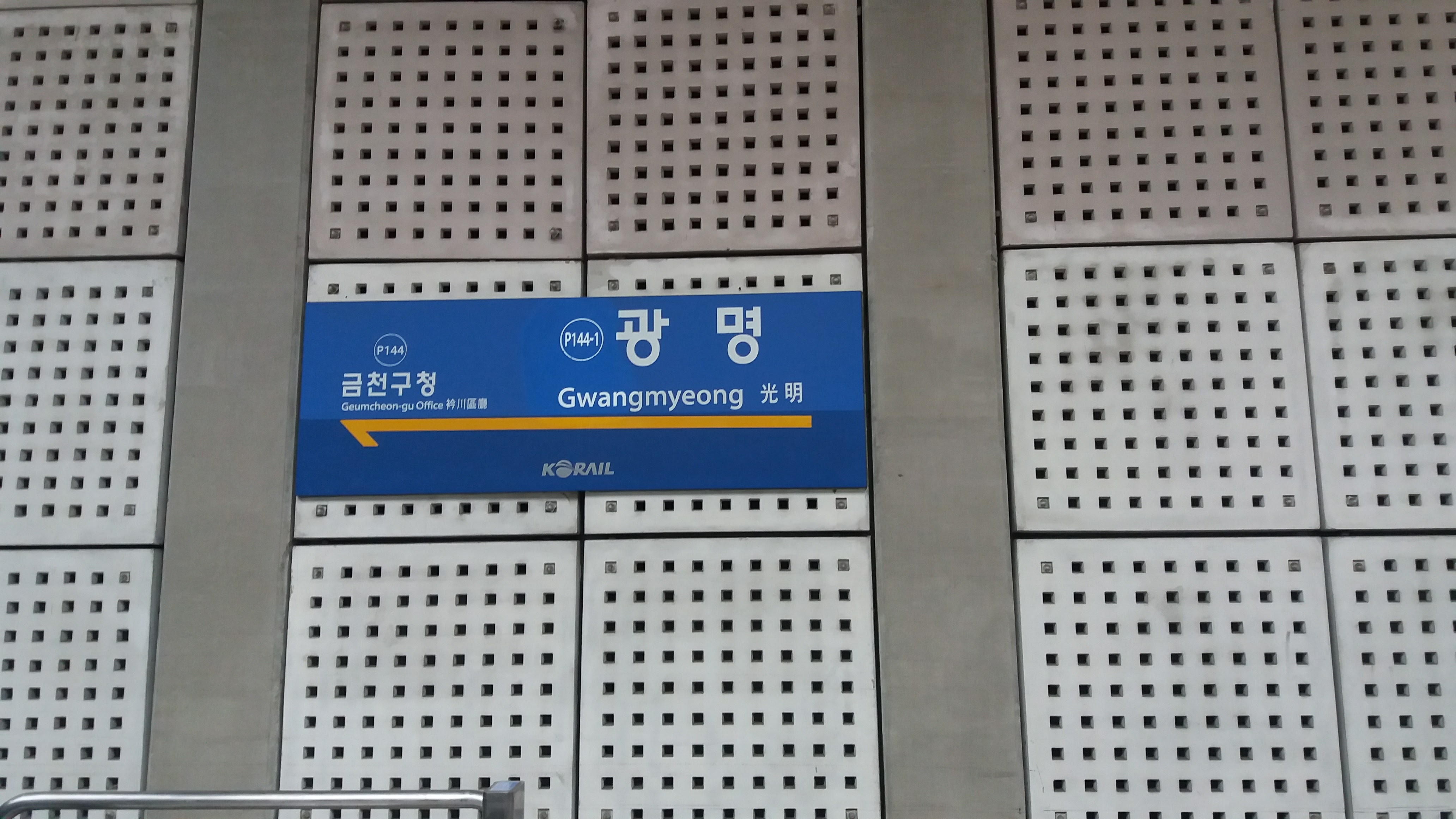
역 번호 변경후전철 역명판
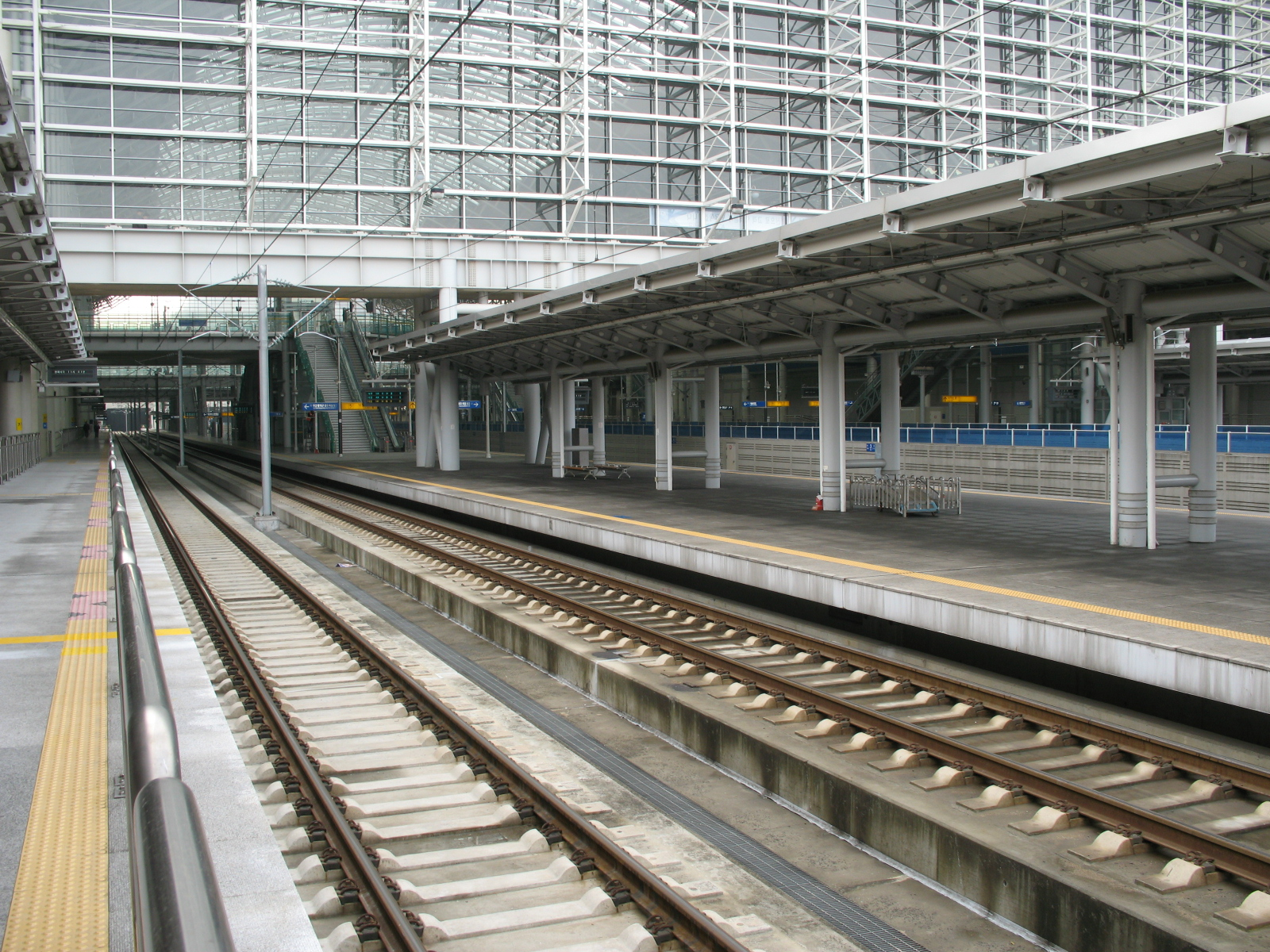
승강장
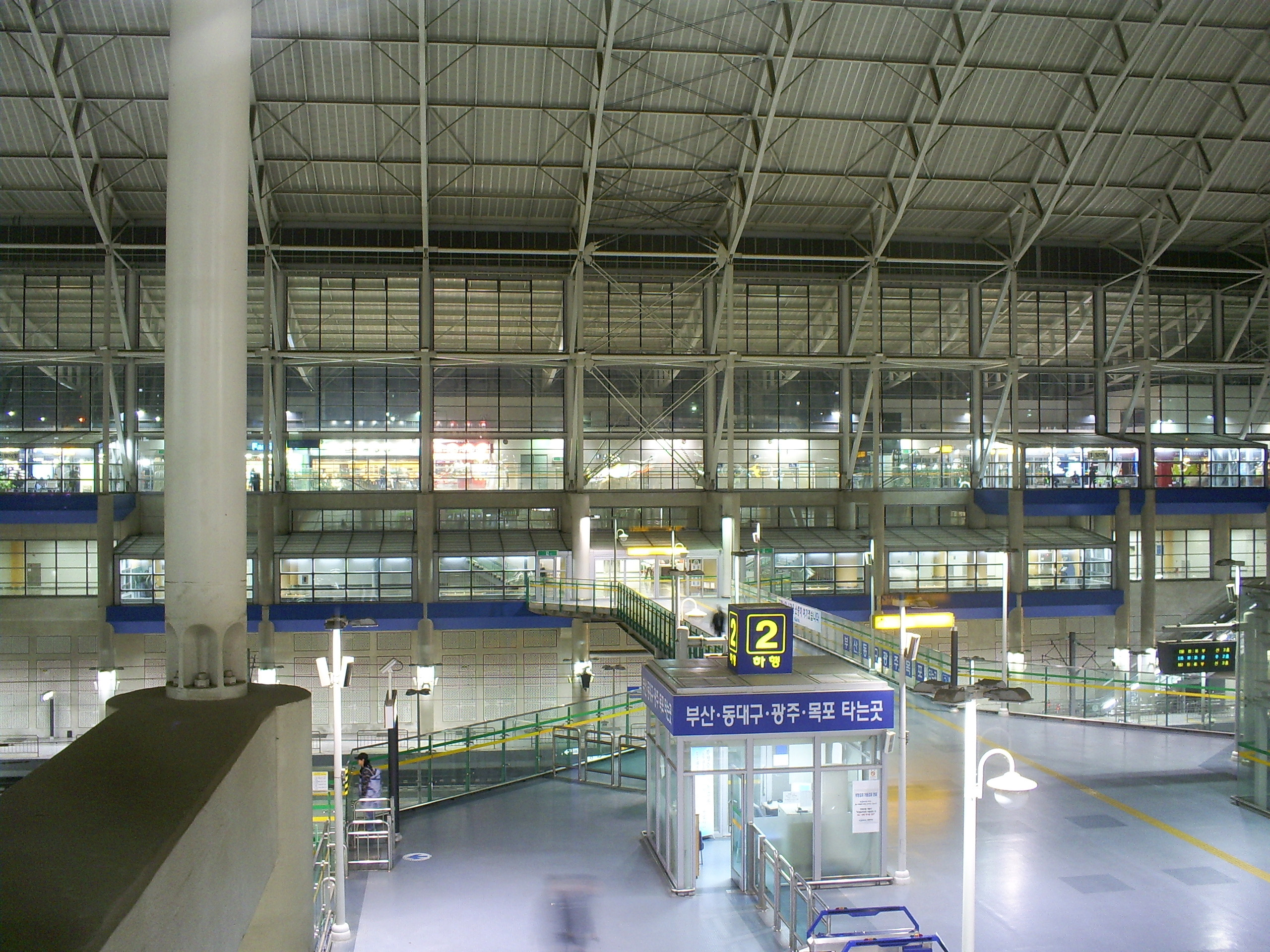
하행선 게이트
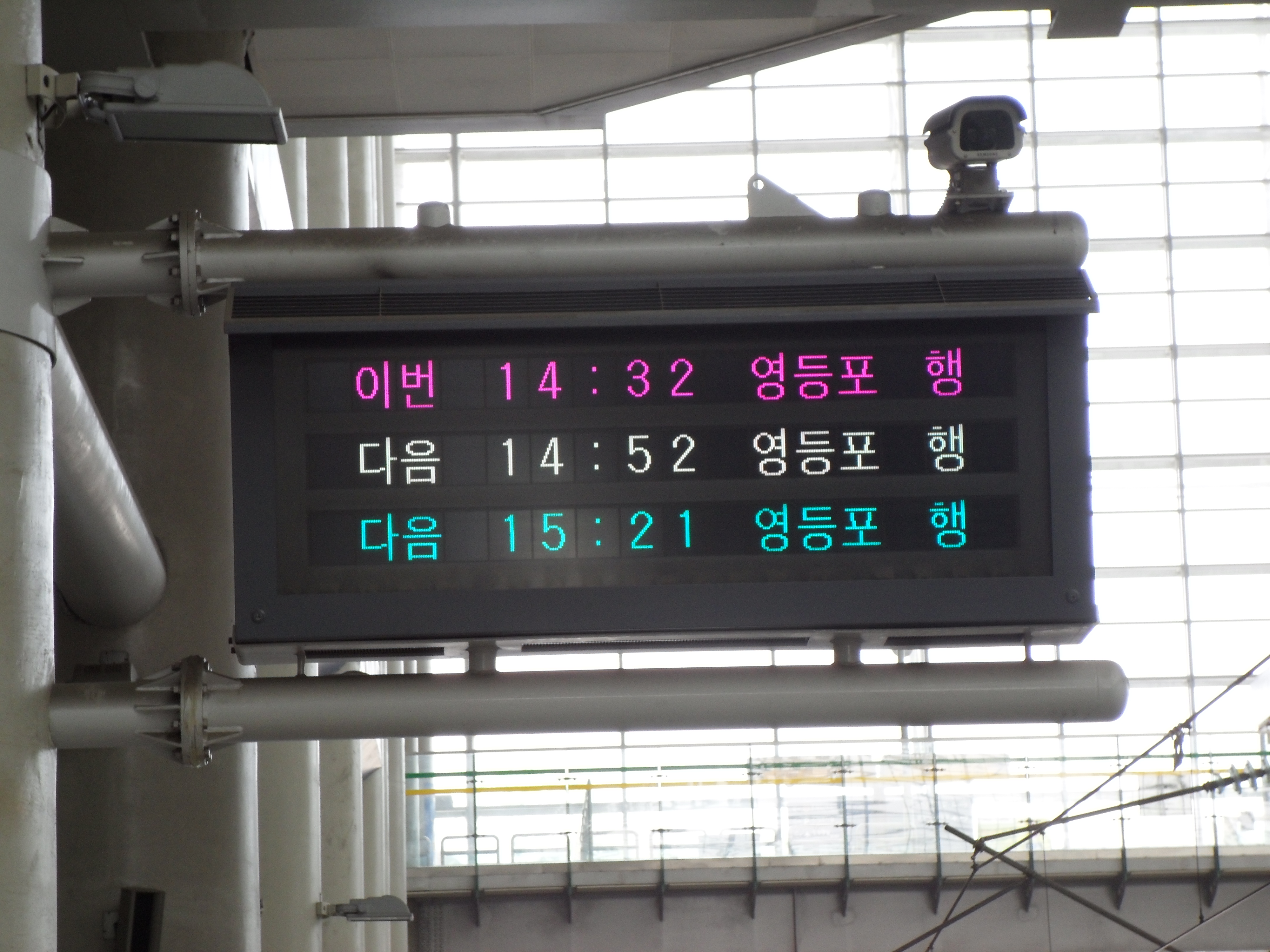
전철 행선 안내기 (교체후)
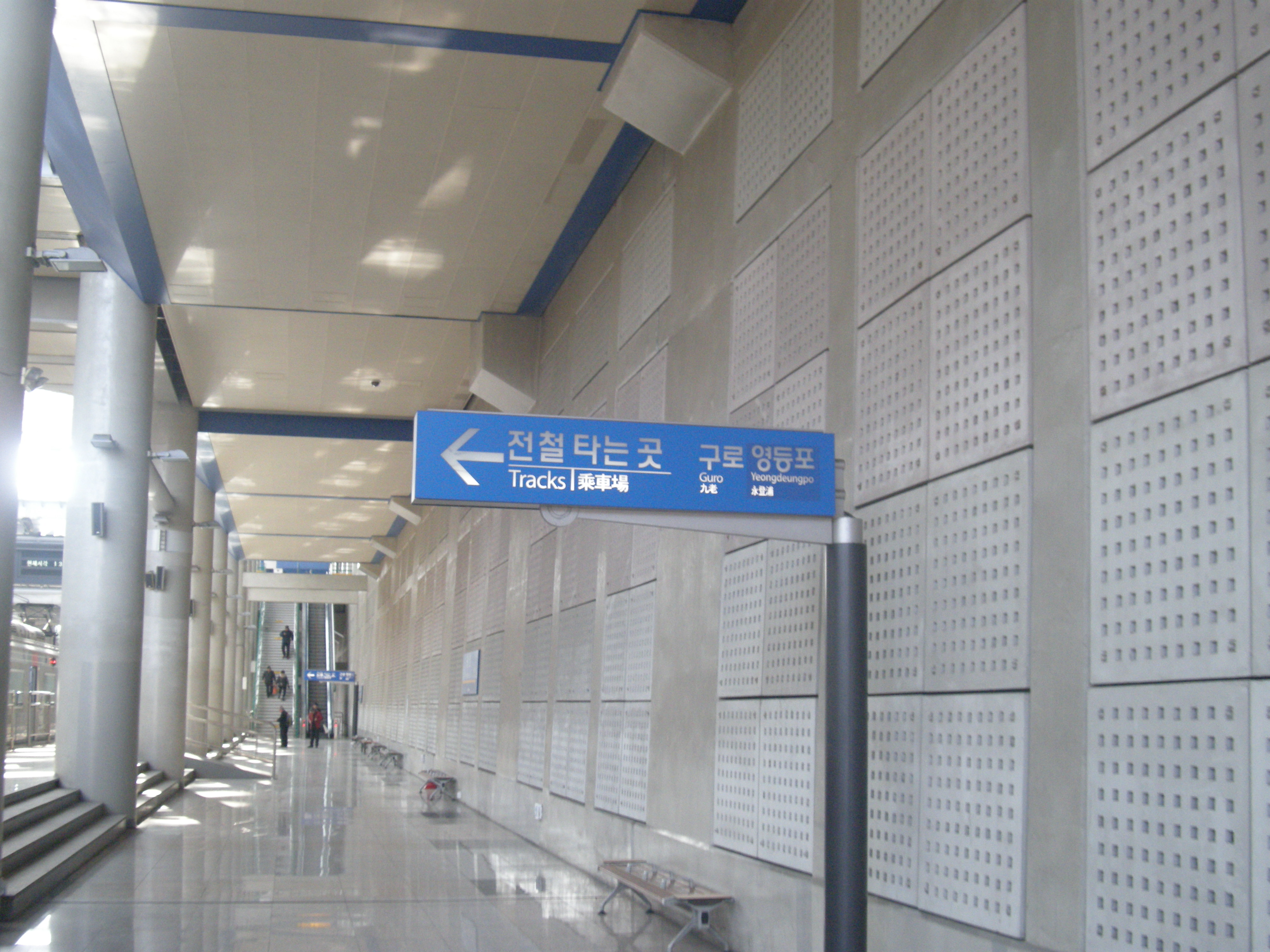
전철 영등포 방면 승강장
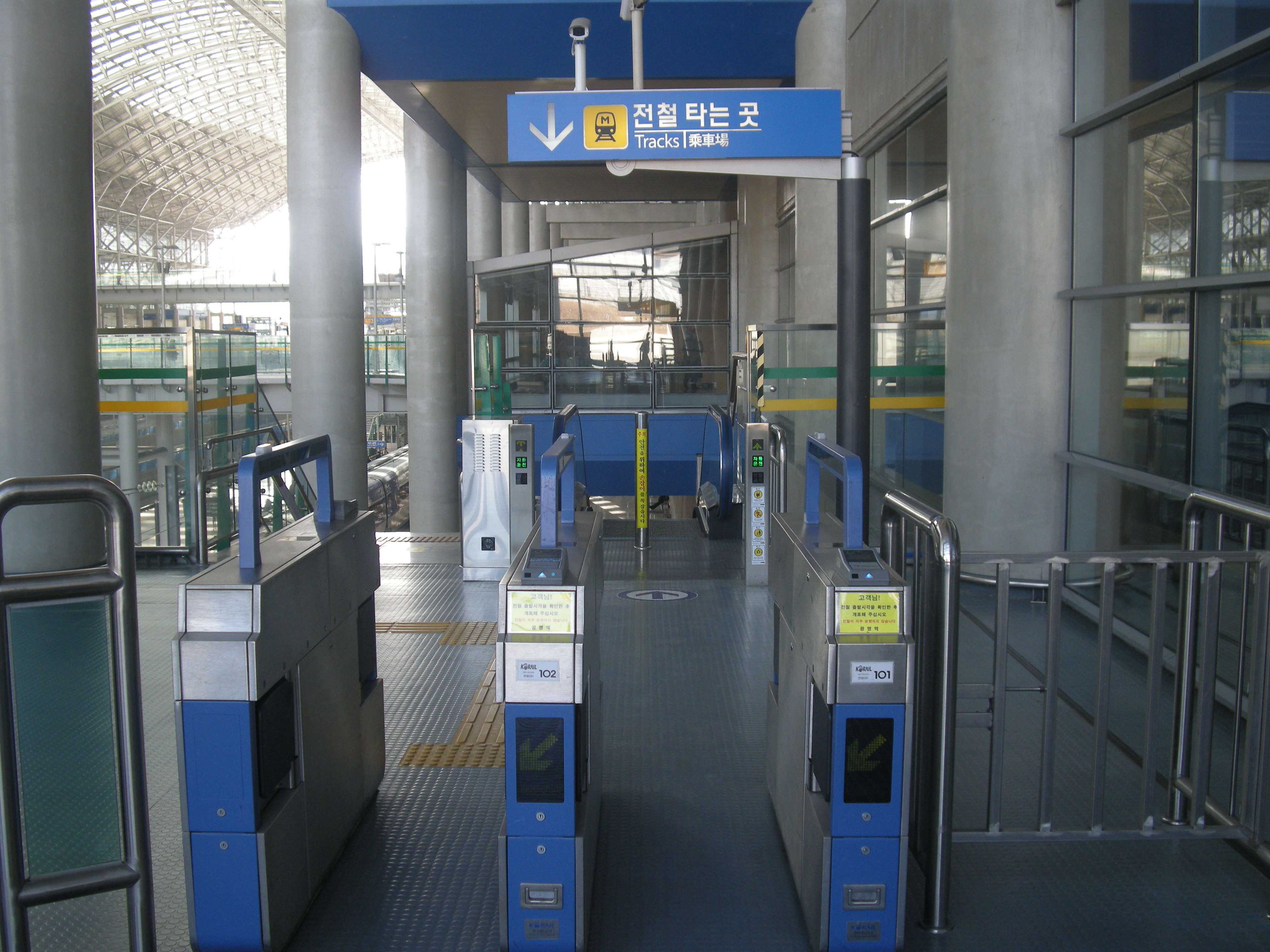
전철 승차 게이트
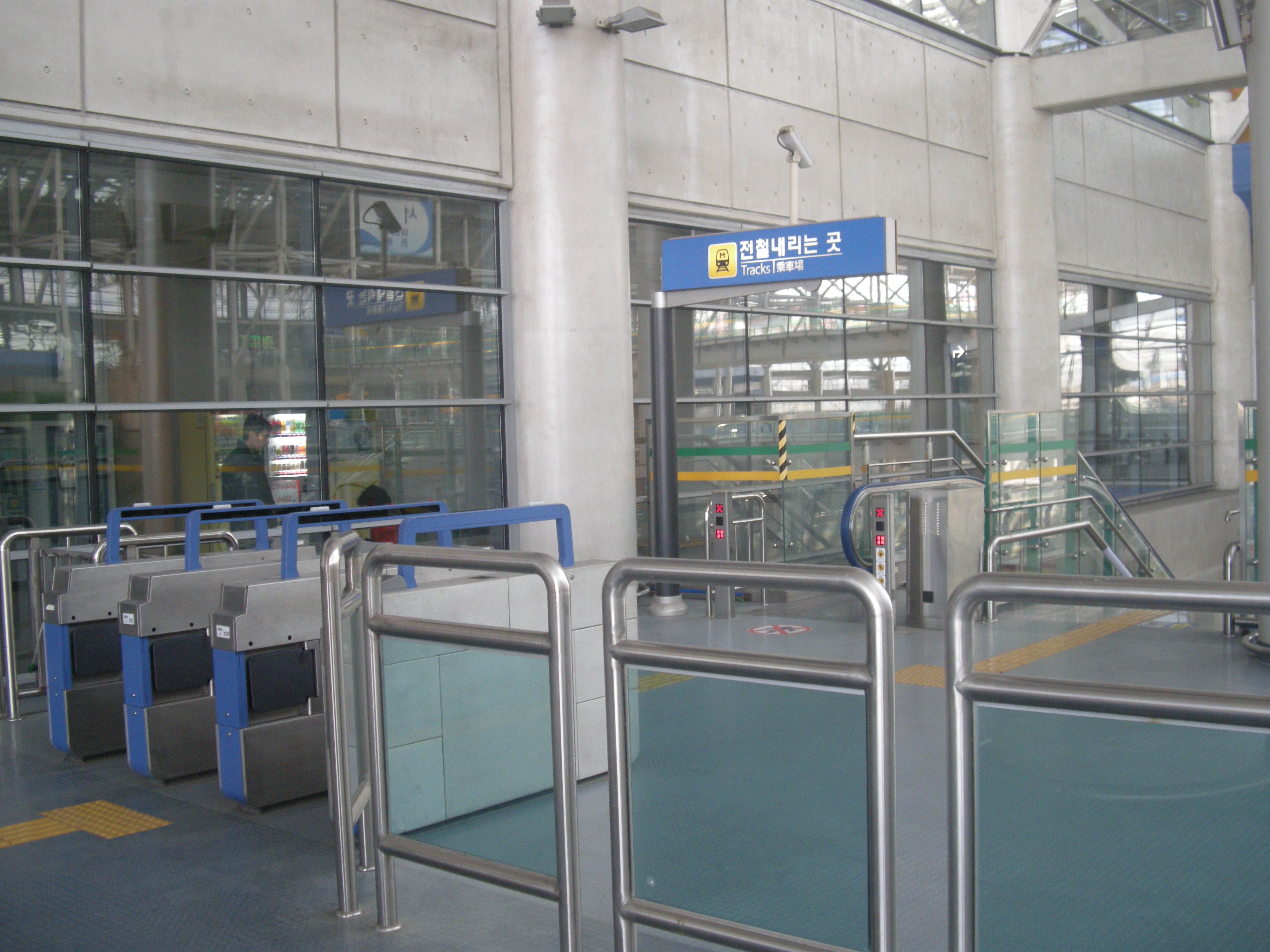
전철 하차 게이트
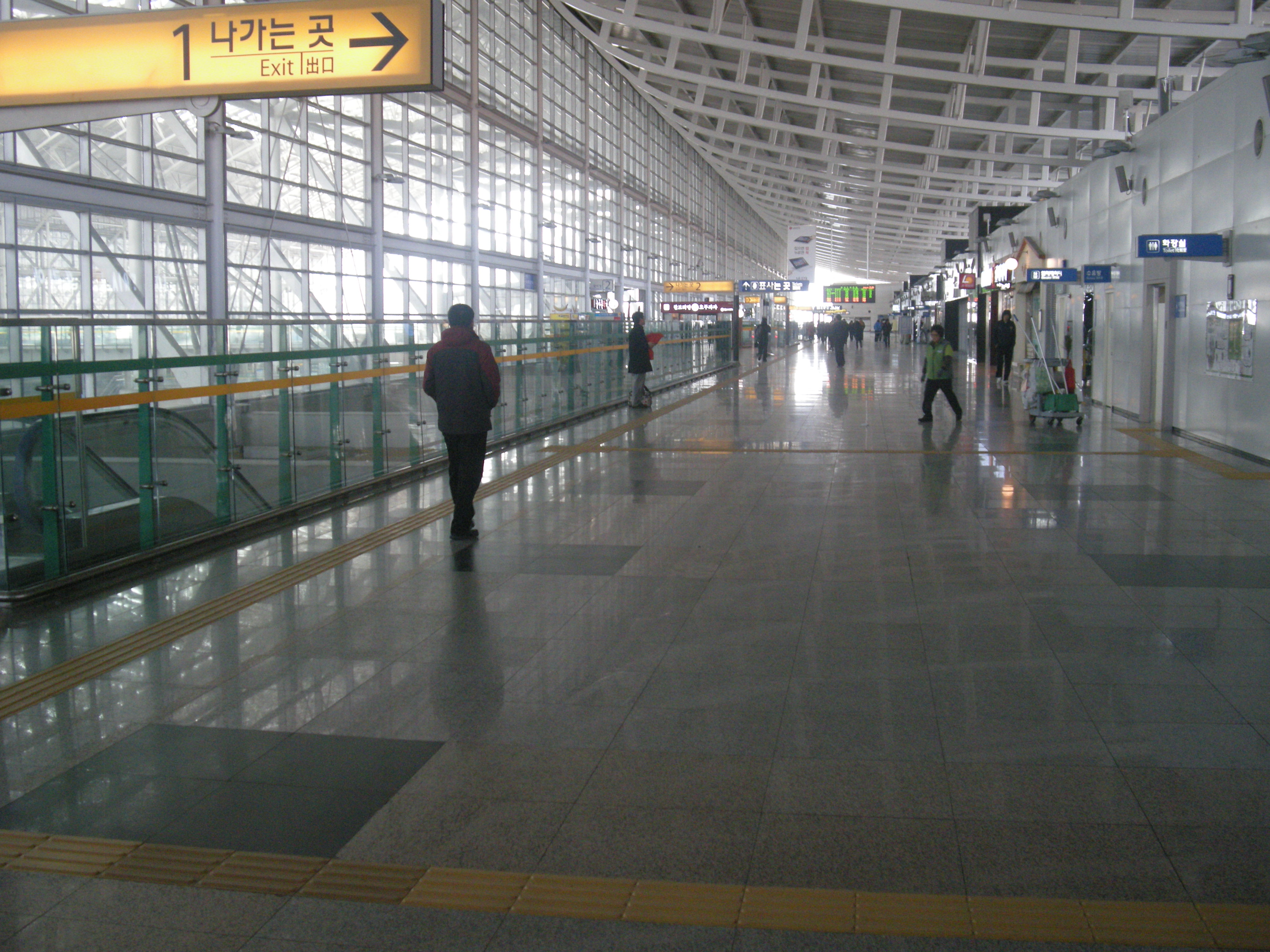
서측 맞이방
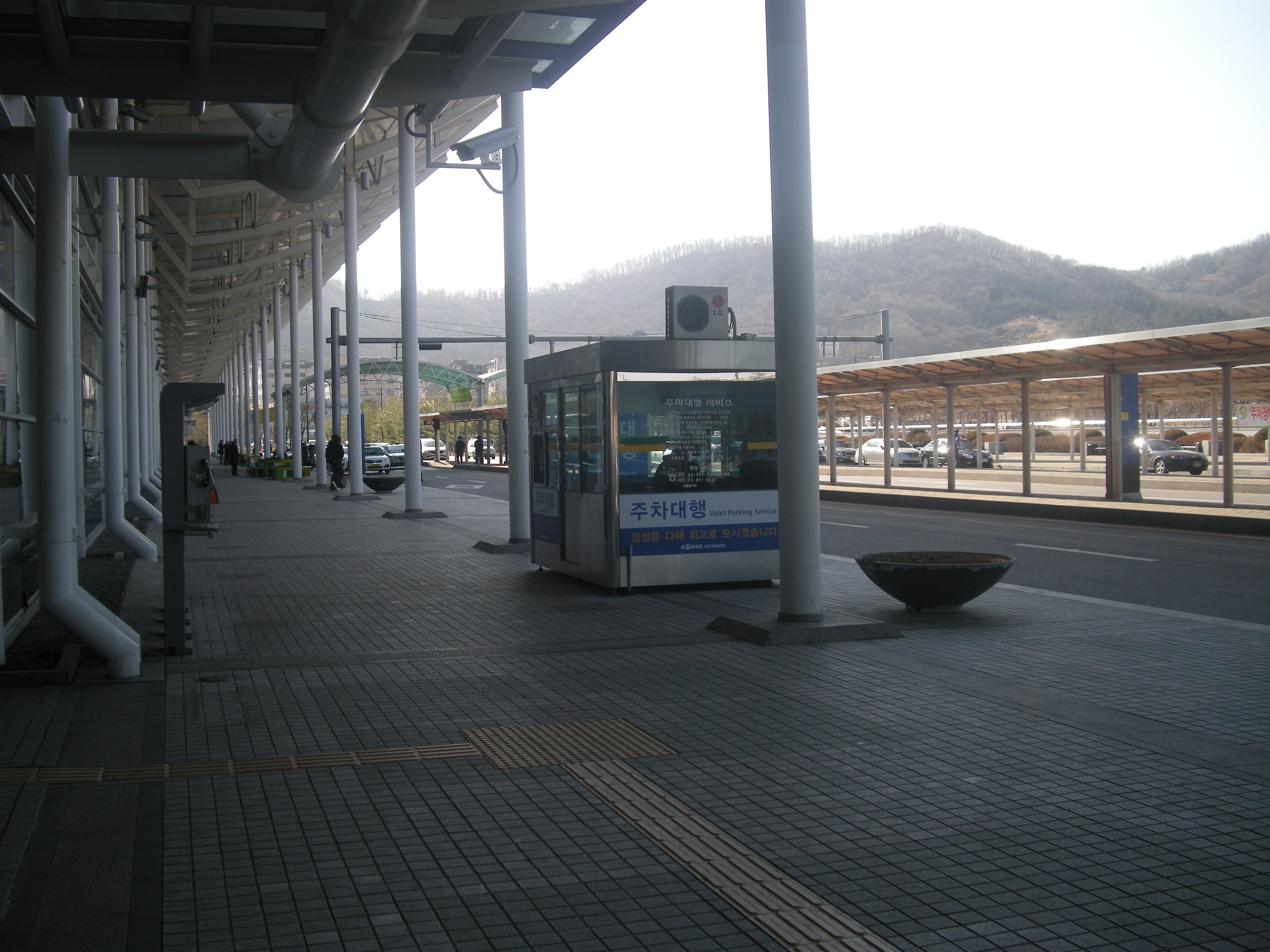
1번 출구에서 바라본 광명역 주변 도로
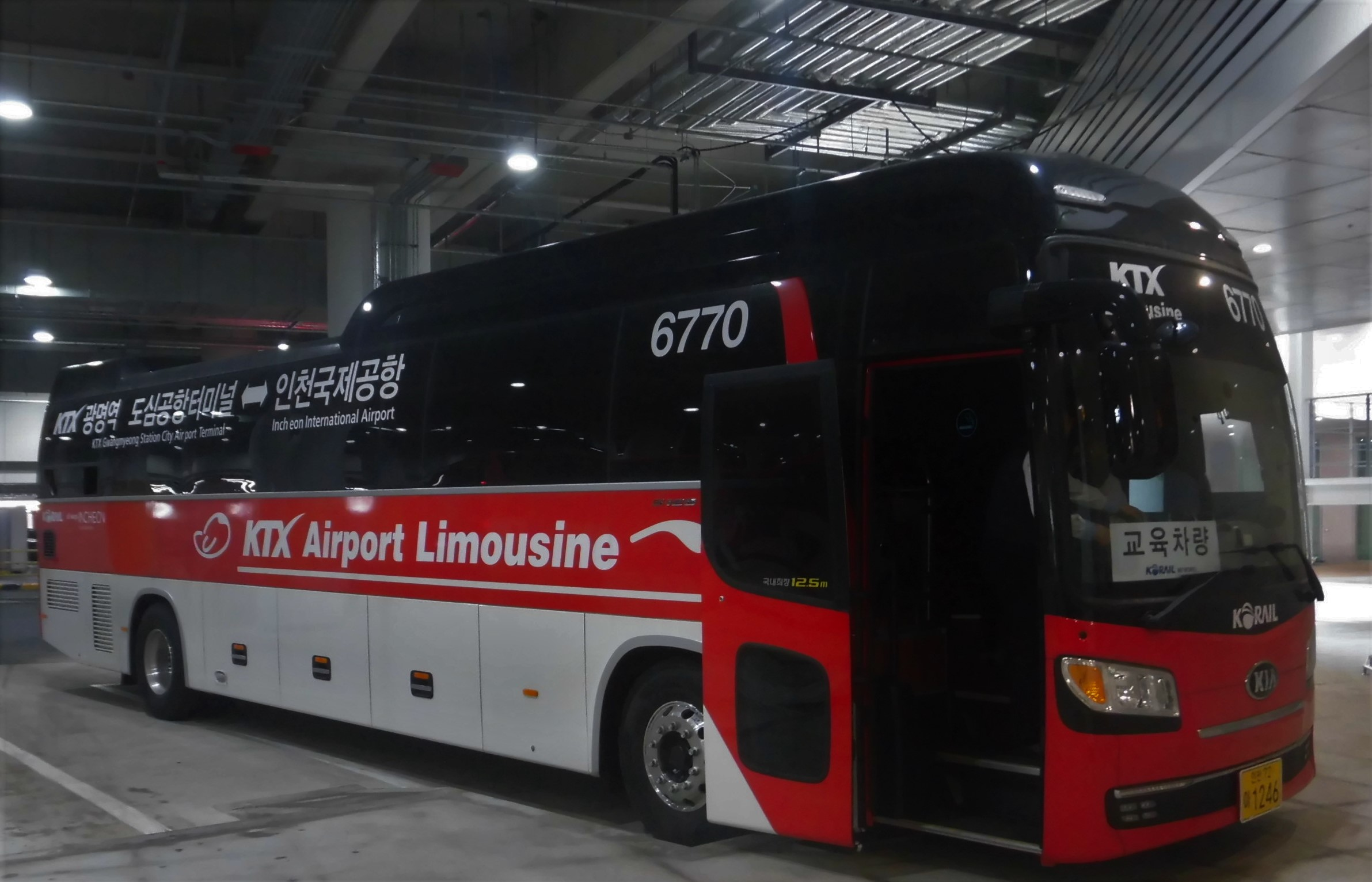
인천국제공항으로 향하고 있는 직행좌석버스이자 KTX 셔틀버스인 6770번 버스
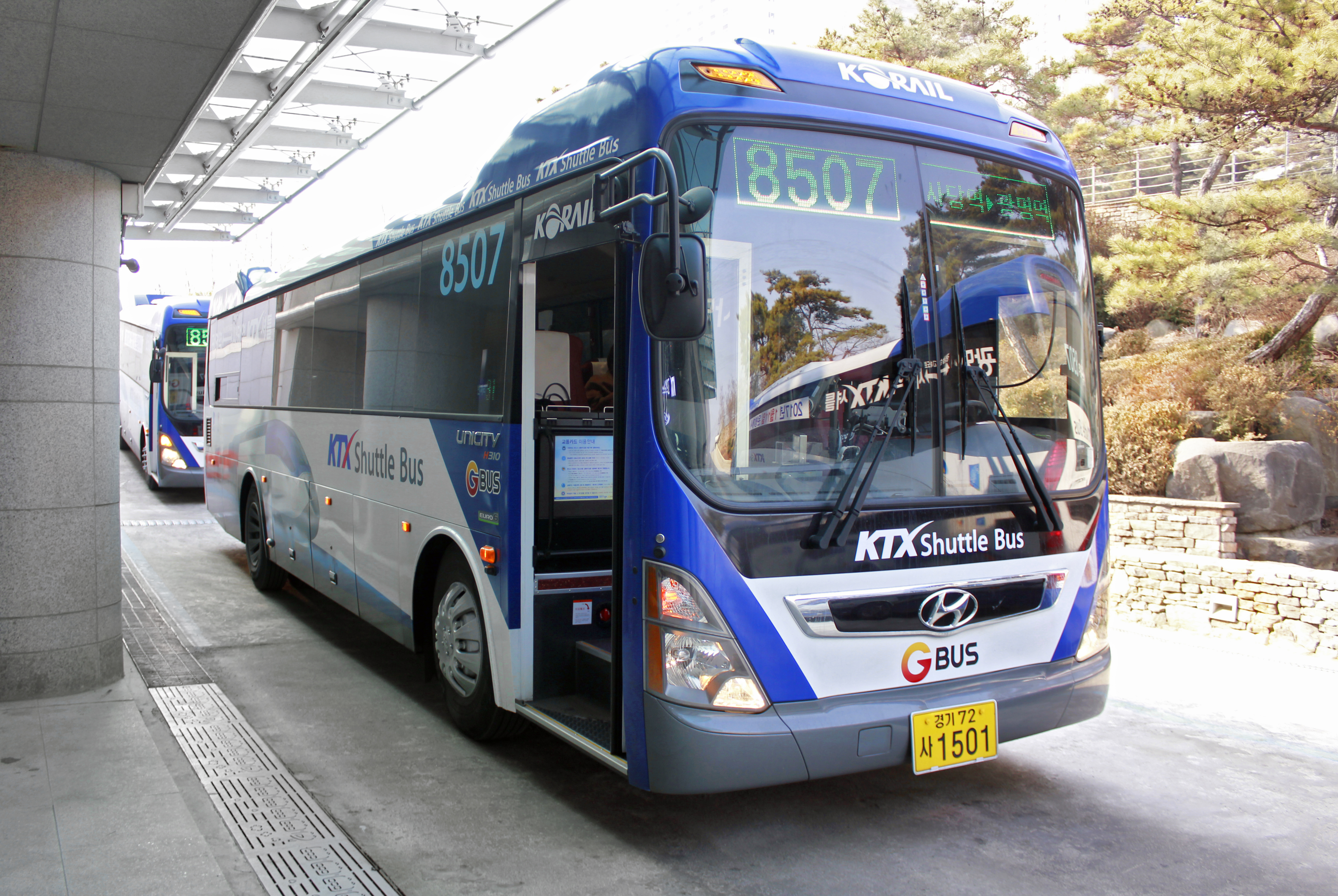
사당역까지 운행하는 8507번 버스
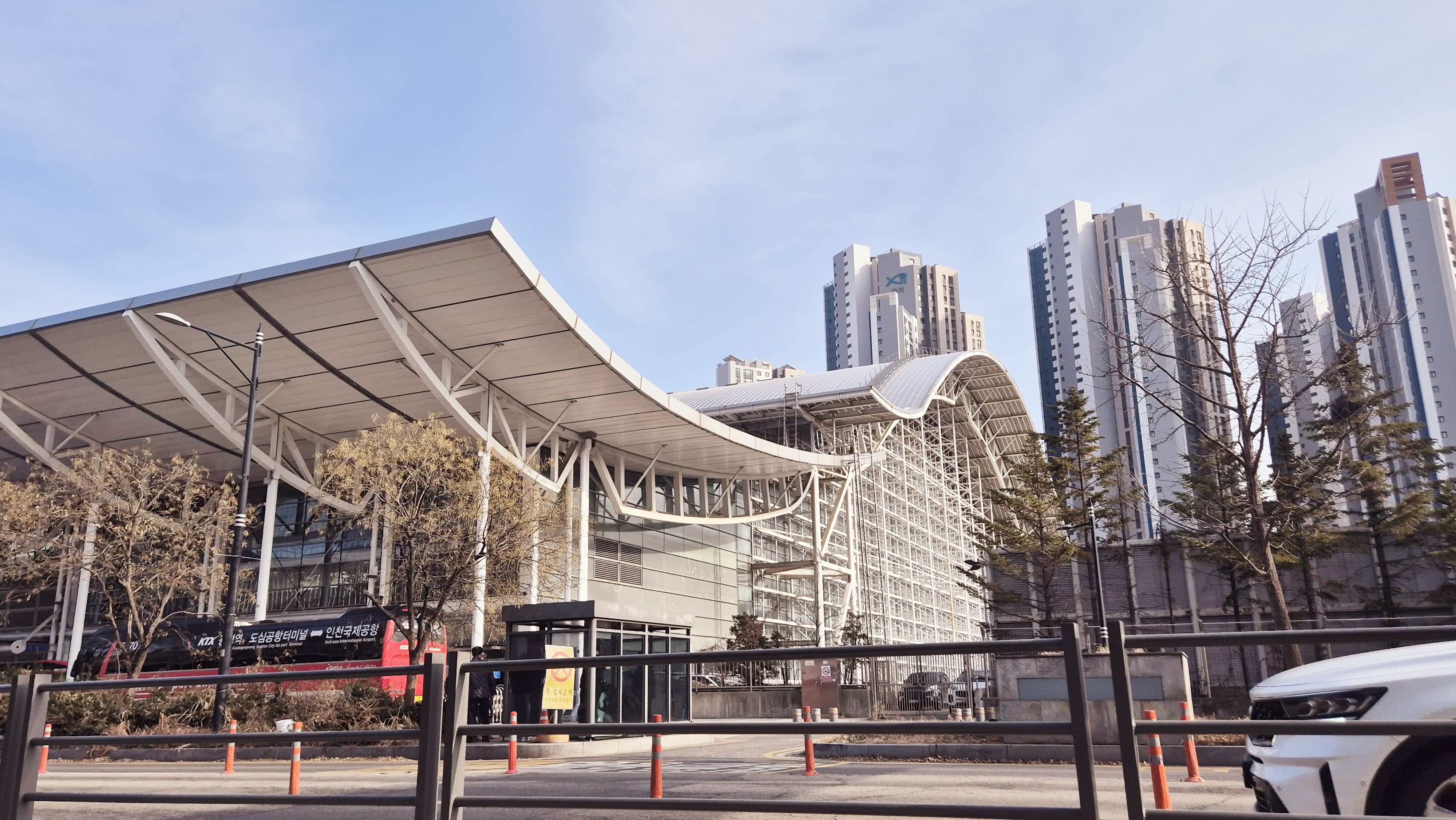
광명역(2024년 04월)